# Giorgio Filograna
Giorgio Filograna (Torino, 24 giugno 1957) è un musicista e saggista italiano.

## Biografia
Il padre Giuseppe, di umili origini, perpetuava la sua personale tradizione musicale autodidatta e la conoscenza della musica lirica, sia prima della deflagrazione della seconda guerra mondiale che dopo la fine del conflitto. I suoi strumenti erano principalmente il sassofono soprano e il clarinetto. Suonò nelle bande musicali pugliesi, la più rinomata del periodo era la banda musicale di Squinzano. 
Trasferitosi a Torino, il lavoro quotidiano assorbiva la maggior parte del suo tempo, ma collaborò occasionalmente negli anni ’50, nell’orchestra Rai di Torino. All’età di cinque anni indirizzò Giorgio Filograna alla disciplina del solfeggio e alla preparazione tecnica del pianoforte, accostandolo a delle professoresse e spingendolo ad una formazione completa attraverso lo studio in conservatorio. Quest’ultimo tentativo fallì lasciando gli studi di musica classica, a causa dell’impostazione musicale dispotica del padre e degli errati indirizzi d’insegnamento, vetusti, arcaici e poco adatti per un giovane fanciullo imposti dalle insegnanti. Vi fu un lungo periodo di stasi. 

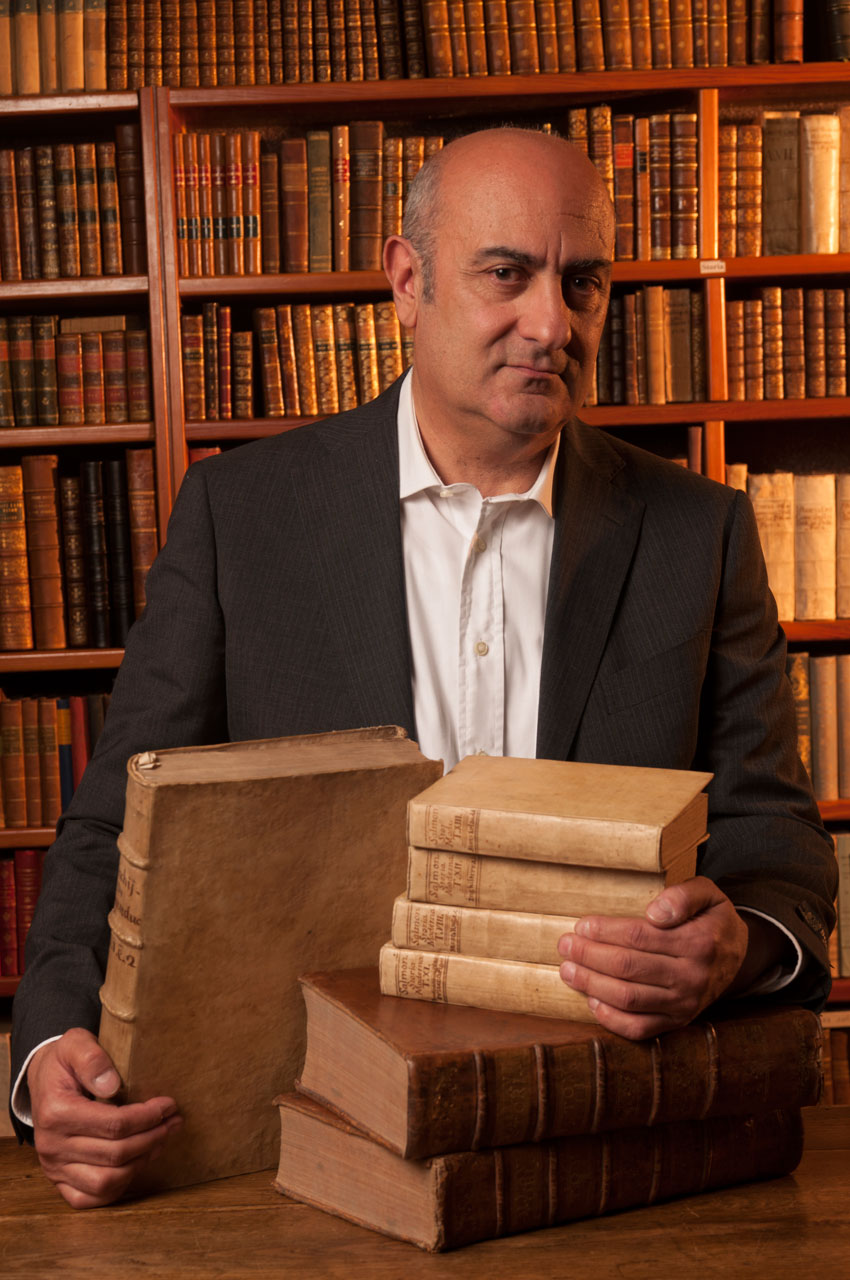
Giorgio Filograna (Torino 24/06/1957)

In seguito, il ricordo che era rimasto impresso in lui, era quello di ricominciare gli studi con un’altra insegnante, un po’ più adatta all’insegnamento e all’impostazione musicale. Tutto ciò avvenne più tardi, studiando autodidatticamente Beethoven, Bach, Corelli, Händel, Edvard Grieg. In realtà il suo maggior interesse era proteso verso la musica contemporanea, ovvero la musica progressiva degli anni ’70, scoprendo gruppi e musicisti che lo orientarono a comporre musiche di sua personale ispirazione. Uno di questi fu Keith Emerson, mostro della tastiera, del Moog synthetizer e delle sue stravaganti e geniali elaborazioni di musica classica (Quadri d’esposizioni di Musorgskji, Bach, Čajkovskij, Sibelius, Dvorak, Béla Bartok, Bob Dylan, Tim Hardin). Ebbe alcune esperienze con dei gruppi musicali nel torinese. In un breve tempo fece delle apparizioni televisive in Rai e alla televisione nazionale francese, occasione che lo portò a propagandare un 33 giri presentato in una manifestazione canora svoltasi in Italia nel 1983 (Girofestival) al fine di far conoscere il suo prodotto musicale. Nel 1985 la sua sperimentazione musicale terminò per forza maggiore.
In seguito s’interessò alla letteratura. Il suo indirizzo era rivolto principalmente alla bibliografia filosofica Mitteleuropea e quella Risorgimentale. Indirizzò i suoi studi e le sue conoscenze nell’epistemologia ed ermeneutica di Karl Popper e Hans-Georg Gadamer, gli economisti austriaci Ludwig von Mises e Friedrich von Hayek e il filosofo anarchico giurista Lysander Spooner. Importante fu il suo approccio letterario con la figura di Pierre-Joseph Proudhon. Fu significativa la ricerca scientifica di documenti rari per apprendere ed attribuire significati positivi al pensiero e ai termini che nell’ottocento venivano catalogati dispregiativi, come afferenti ai concetti di anarchia, anomia ed entropia.
Il suo impegno maggiore lo offrì alla figura pre-risorgimentale ed unitarista del barone Ferdinando Petruccelli della Gattina (1815-1890) con la pubblicazione del saggio Ferdinando Petruccelli della Gattina 1815-1890, la presentazione del quale fu curata dal giornalista, saggista e scrittore storico Lorenzo del Boca.
Petruccelli fu un personaggio poco considerato dalla storiografia italiana e sradicato del tutto dal ricordo di ciò che fece nell’arco della sua vita intellettuale. Eletto deputato per il collegio di Brienza, fu a Torino all'inaugurazione dell’VIII legislatura del Parlamento Subalpino a Palazzo Carignano, primo del Parlamento italiano. Grande giornalista proto-europeo, scrisse per le maggiori testate continentali ed italiane. Indro Montanelli, illustre giornalista italiano, diede risalto in un suo articolo negli anni ’90 nel Corriere della Sera, col quale, per le sue qualità più nobili lo considerava: “…il più brillante giornalista italiano dell’ottocento”.
Nel 2007, grazie alla sua prima opera “Colazione da Proudhon”, Giorgio Filograna venne insignito di un premio letterario nazionale, sezione narrativa “Villa Morosini”.
Fu collaboratore occasionale nella rivista libertaria “Enclave” di Leonardo Facco e in un giornale della Savoia “L’Eco de Savoie” di Patrice Abeille. Ha dato un suo contributo nella traduzione del saggio in lingua francese di Alexandre del Valle “Islamisme et États Unis, un alliance contre l’Europe”.
Giorgio Filograna, tramite il suo sito web pubblica regolarmente articoli e recensioni storico-letterarie.
Ha presenziato sia nello stand delle Edizioni Giuseppe Laterza di Bari che personalmente in varie edizioni del Salone Internazionale del Libro di Torino.

## Opere
- Colazione da Proudhon – Animus determinandi del barone Petruccelli della Gattina, 2010 Edizioni Tre Terzi ISBN 978-88-904925-0-1
- Cinque Ponti - La Chiusa delle Rose, 2013 Edizioni Ananke ISBN 978-88-7325-547-5
- Ferdinando Petruccelli della Gattina[2] 1815-1890. Unitarista-protoeuropeo-giornalista-politico-scrittore, 2015 Edizioni Giuseppe Laterza ISBN 978-88-6674-123-7
- Spazio Calmo - 1919-1915, 2020, Edizioni Giuseppe Laterza ISBN 978-88-6674-254-8